# Kent County (New Brunswick)
Kent County (französisch Comté de Kent) ist ein County in der kanadischen Provinz New Brunswick. Benannt wurde das County nach Prinz Edward Augustus, Duke of Kent and Strathearn (1767–1820), Vater von Königin Victoria. Es umfasst ein Areal von 4552,92 km². Die Einwohnerzahl war in den letzten Jahren rückläufig. Sie betrug im Jahr 2016 30.475.

## Lage
Das County befindet sich im zentralen Osten der Provinz. Im Osten befindet sich die Northumberlandstraße, eine Meerenge des Sankt-Lorenz-Golfs.

## Verwaltungsgliederung

### Städte und Gemeinden
Es gibt 5 Gemeinden im Kent County:
| Name                | Status  | Fläche km2 | Einwohnerzahl 2016 | Parish      |
| ------------------- | ------- | ---------- | ------------------ | ----------- |
| Bouctouche          | Town    | 18,09      | 2361               | Wellington  |
| Rexton              | Village | 6,18       | 830                | Richibucto  |
| Richibucto          | Town    | 11,93      | 1266               | Richibucto  |
| Saint-Antoine       | Village | 6,32       | 1733               | Dundas      |
| Saint-Louis-de-Kent | Village | 2,01       | 856                | Saint-Louis |

### Indianerreservate
Im Kent County befinden sich drei Reservate:
| Name             | Fläche km2 | Einwohnerzahl 2016 | Parish     |
| ---------------- | ---------- | ------------------ | ---------- |
| Buctouche 16     | 0,35       | 96                 | Wellington |
| Indian Island 28 | 0,28       | 138                | Richibucto |
| Richibucto 15    | 12,12      | 1937               | Weldford   |

### Parishes
Das County ist in 12 Parishes unterteilt:
- Acadieville Parish
- Carleton Parish
- Dundas Parish
- Harcourt Parish
- Huskisson Parish
- Richibucto Parish
- Saint-Charles Parish
- Saint-Louis Parish
- Saint Mary Parish
- Saint-Paul Parish
- Weldford Parish
- Wellington Parish